# Carl Hester
Carl Rupert Hester (Londres, 29 de junio de 1967) es un jinete británico que compite en la modalidad de doma.
Participó en siete Juegos Olímpicos de Verano, entre los años 1992 y 2024, obteniendo cuatro medallas en la prueba por equipos, oro en Londres 2012 (junto con Laura Bechtolsheimer y Charlotte Dujardin), plata en Río de Janeiro 2016 (con Spencer Wilton, Fiona Bigwood y Charlotte Dujardin), bronce en Tokio 2020 (con Charlotte Fry y Charlotte Dujardin) y bronce en París 2024 (con Becky Moody y Charlotte Fry).
Ganó tres medallas en el Campeonato Mundial de Doma entre los años 2010 y 2018, y ocho medallas en el Campeonato Europeo de Doma entre los años 2009 y 2023.
Fue nombrado miembro de la Orden del Imperio Británico (MBE) en el año 2013 por sus éxitos deportivos.
Hester es abiertamente homosexual, y tuvo una relación con el jinete de doma Spencer Wilton.

## Palmarés internacional
| Juegos Olímpicos   | Juegos Olímpicos           | Juegos Olímpicos  | Juegos Olímpicos      |
| Año                | Lugar                      | Medalla           | Categoría             |
| ------------------ | -------------------------- | ----------------- | --------------------- |
| 2012               | Londres (Reino Unido)      | Medalla de oro    | Por equipos           |
| 2016               | Río de Janeiro (Brasil)    | Medalla de plata  | Por equipos           |
| 2020               | Tokio (Japón)              | Medalla de bronce | Por equipos           |
| 2024               | París (Francia)            | Medalla de bronce | Por equipos           |
| Campeonato Mundial |                            |                   |                       |
| Año                | Lugar                      | Medalla           | Categoría             |
| 2010               | Lexington (Estados Unidos) | Medalla de plata  | Por equipos           |
| 2014               | Caen (Francia)             | Medalla de plata  | Por equipos           |
| 2018               | Tryon (Estados Unidos)     | Medalla de bronce | Por equipos           |
| Campeonato Europeo |                            |                   |                       |
| Año                | Lugar                      | Medalla           | Categoría             |
| 2009               | Windsor (Reino Unido)      | Medalla de plata  | Por equipos           |
| 2011               | Róterdam (Países Bajos)    | Medalla de oro    | Por equipos           |
| 2011               | Róterdam (Países Bajos)    | Medalla de plata  | Individual (especial) |
| 2011               | Róterdam (Países Bajos)    | Medalla de plata  | Individual (libre)    |
| 2013               | Herning (Dinamarca)        | Medalla de bronce | Por equipos           |
| 2015               | Aquisgrán (Alemania)       | Medalla de plata  | Por equipos           |
| 2021               | Hagen (Alemania)           | Medalla de plata  | Por equipos           |
| 2023               | Riesenbeck (Alemania)      | Medalla de oro    | Por equipos           |